# Paul A. Samuelson
Paul Anthony Samuelson (15. května 1915, Gary, Indiana, USA – 13. prosince 2009, Belmont, Massachusetts, USA) byl americký ekonom. Jako první Američan získal v roce 1970 Nobelovu cenu za ekonomii, neboť podle Švédské královské akademie „udělal více, než kterýkoli jiný současný ekonom, aby zvýšil úroveň vědecké analýzy v ekonomické teorii“. Ekonomický historik Randall E. Parker ho nazval „otcem moderní ekonomiky“ a The New York Times ho považoval za „nejvýznamnějšího akademického ekonoma 20. století“.
Samuelson byl pravděpodobně nejvlivnějším ekonomem druhé poloviny 20. století. V roce 1996, když mu byla udělena Národní medaile za vědu, která je považovaná za nejvyšší americké vědecké vyznamenání, ocenil Samuelsena prezident Bill Clinton za jeho „stěžejní příspěvky do ekonomické vědy“ za 60 let. Samuelson považoval matematiku za „přirozený jazyk“ pro ekonomy a výrazně přispěl k matematickým základům ekonomiky svou knihou Základy ekonomické analýzy. Byl autorem nejprodávanější učebnice ekonomie všech dob: Economics: An Introductory Analysis, poprvé publikované v roce 1948. Byla to druhá americká učebnice, která se pokusila vysvětlit principy keynesiánské ekonomiky. Nyní má své devatenácté vydání s prodanými téměř 4 miliony kusy ve 40 jazycích, včetně ruštiny, francouzštiny, čínštiny, slovenštiny, češtiny, hebrejštiny nebo arabštiny. James Poterba, bývalý vedoucí katedry hospodářství MIT, poznamenal, že Samuelson ve své knize „zanechává obrovské dědictví jako vědec a učitel, jako jeden z gigantů, na jejichž bedrech stojí současní ekonomové“.
V 16 letech nastoupil na Chicagskou univerzitu a v době Velké hospodářské krize získal doktorát z ekonomie na Harvardu. Po dokončení studia ve 25 letech se stal asistentem profesora ekonomie na Massachusetts Institute of Technology (MIT) a řádným profesorem ve věku 32 let. V roce 1966 byl jmenován profesorem institutu (nejvyšší fakultní vyznamenání MIT). Svou kariéru strávil na MIT, kde se podílel na přeměně své katedry ekonomie na světově uznávanou instituci tím, že do fakulty přilákal další známé ekonomy, mezi nimiž byl Robert M. Solow, Franco Modigliani, Robert C. Merton, Joseph E. Stiglitz a Paul Krugman, z nichž všichni získali Nobelovu cenu.
Působil jako poradce prezidentů Johna F. Kennedyho a Lyndona B. Johnsona a byl konzultantem Ministerstva financí Spojených států, předsednictva rozpočtu a prezidentské rady ekonomických poradců. Samuelson psal týdenní sloupce pro časopis Newsweek spolu s ekonomem Miltonem Friedmanem, kde představovali protichůdné strany: Samuelson, jak sám popisuje „Cafeteria Keynesian“ tvrdil, že má keynesiánskou perspektivu, ale pouze přijímá to, co považuje za dobré. Naproti tomu Friedman představoval monetaristickou perspektivu. Společně s Henrym Wallichem si jejich sloupky napsané v roce 1967 zasloužily speciální cenu časopisu Geralda Loeba, předanou v roce 1968.

## Biografie
Samuelson se narodil 15. května 1915 v Gary v Indianě. Jeho otcem byl lékárník Frank Samuelson a matka Ella (narozená) Lipton. Jeho rodina, jak řekl později, byla tvořena židovskými přistěhovalci z Polska, kteří v první světové válce značně prosperovali, protože Gary bylo nové ocelářské město, když tam přišli.“ V roce 1923 se Samuelson přestěhoval do Chicaga, kde promoval na Hyde Park High School. Poté studoval na Chicagské univerzitě, kde v roce 1935 získal bakalářský titul za umění. 2. ledna 1932 v učebně na univerzitě v Chicagu řekl, že se narodil jako ekonom. Přednáška uvedená jako příčina byla o britském ekonomovi Thomasovi R. Malthusovi, který se nejvíce zabýval populačním růstem a jeho následky. Samuelson cítil, že existuje nesoulad mezi neoklasickou ekonomií a způsobem, jakým se systém choval. Řekl, že na něj měl velký vliv Henry C. Simons a Frank Knight. V roce 1936 získal magisterský titul v oboru umění a následně v roce 1941 doktorát na Harvardově univerzitě. Ve stejném roce získal cenu Davida A. Wellse za napsání nejlepší doktorandské disertační práce na Harvardově univerzitě v oblasti ekonomie, za práci s názvem „Základy analytické ekonomiky“, která se později změnila na Základy ekonomické analýzy. Jako postgraduální student na Harvardu studoval Samuelson ekonomii u Josepha Schumpetera, Wassily Leontiefa, Gottfrieda Haberlera a „American Keynes“ Alvina Hansena. Samuelson se přestěhoval do MIT a tam od roku 1940 až do své smrti zůstal jako pomocný profesor.
Samuelsonova rodina zahrnovala mnoho známých ekonomů, mezi něž patří bratr Robert Summers, švagrová Anita Summers, švagr Kenneth Arrow a synovec Larry Summers.
Během jeho sedmi dekád jeho působení jako ekonom zahrnovaly jeho profesní pozice:
- Asistent ekonomie na MIT, 1940, docent, 1944.
- Člen radiační laboratoře 1944-45.
- Profesor mezinárodních ekonomických vztahů (částečný úvazek) na Fletcherově škole práv a diplomacie v roce 1945
- Guggenheimovo společenství od roku 1948 do roku 1949
- Profesor ekonomie na MIT na začátku roku 1947 a profesor institutu na začátku roku 1962.
- Veron F. Taylor hostující profesor na Trinity University (Texas) na jaře 1989.

### Smrt
Samuelson zemřel po krátké nemoci 13. prosince roku 2009 ve věku 94 let. Jeho smrt byla oznámena Massachusetts technologickým institutem. James Poterba, profesor ekonomie na MIT a prezident Národního úřadu pro ekonomický výzkum, poznamenal, že Samuelson nechává nesmírné dědictví nejenom jako výzkumník a učitel, ale i jako jeden z gigantů, na jejichž bedrech stojí současná ekonomie“. Susan Hockfield, prezidentka MIT, o Samuelsonovi uvedla: „Proměnil vše, čeho se dotkl: teoretické základy svého oboru, způsob, jakým se ekonomie učila po celém světě, charakter a chápání postavení jeho oddělení, investiční praktiky MIT a životy jeho studentů a kolegů“.

## Oblasti zájmu
Jako profesor ekonomie na Massachusetts Institute of Technology pracoval Samuelson v mnoha oborech, včetně:
- Spotřebitelská teorie, kde propagoval odhalený preferenční přístup, což je metoda, pomocí které lze rozeznat spotřebitelskou užitnou funkci pozorováním jejich chování. Spíše než postulovat užitečnou funkci nebo uspořádat preference, Samuelson soustředil podmínky přímo na rozhodnutí jednotlivců – jejich preference odhalené jejich volbami.
- Ekonomika sociální péče, v níž popularizoval podmínky Lindahl – Bowen – Samuelson (kritéria pro rozhodnutí, zda akce zlepší prosperitu), a v roce 1950 prokázal nedostatečnost indexu národního důchodu, který by odhalil, která ze dvou sociálních možností byla jednotně mimo jiné (proveditelná) možnost funkce (Collected Scientific Papers, v. 2, kap. 77; Fischer, 1987, str. 236).
- Kapitálová teorie, kde je znám pro model spotřebitelských úvěrů z roku 1958 a řadu teorémů o tahu a podílí se na kontroverzi o Cambridge kapitálu.
- Finanční teorie, ve které je známý hypotézou efektivního trhu.
- Teorie veřejných financí, ve které je zvláště známý pro svou práci na určování optimálního rozdělení zdrojů v přítomnosti veřejných statků i soukromých statků.
- Mezinárodní ekonomika, kde ovlivňoval vývoj dvou důležitých modelů mezinárodního obchodu: Balassa – Samuelsonův efekt a Heckscher – Ohlinův model (s větou Stolper – Samuelson).
- Makroekonomie, kde popularizoval model překrývajících se generací jako způsob, jak analyzovat chování ekonomických agentů v různých časových obdobích (Collected Scientific Papers, v. 1, ch. 21), a přispěl k vytvoření neoklasické syntézy.
- Ekonomika trhu: Samuelson věřil, že neregulované trhy mají nevýhody. K tomu uvedl: „volné trhy se samy nestabilizují. Nulová regulace je nesmírně suboptimální k racionální regulaci. Libertarianismus je jeho nejhorším nepřítelem!“ Samuelson důrazně kritizoval Friedmana a Friedricha von Hayeka argumentem jejich opozice vůči státnímu zásahu „říká nám o nich spíše než o něčem o Čingischánovi nebo Franklinovi Rooseveltovi. Je paranoidní varovat před nevyhnutelnými kluzkými svahy ... jakmile budou jakýmkoli způsobem porušeny individuální obchodní svobody.“[13]

## Vliv
Samuelson je považován za jednoho ze zakladatelů neokeynesiánství a je klíčovou postavou ve vývoji neoklasické ekonomiky. Při udělování Nobelovy pamětní ceny za ekonomii výbor uvedl:
Samuelson víc, než kdokoliv jiný ze současných ekonomů pomohl zvýšit obecnou analytickou a metodologickou úroveň ekonomické vědy. Přepsal velkou část ekonomické teorie. Prokázal také základní propojenost jak problémů a analytických technik v ekonomii, částečným systematickým používáním metodologie maximalizace pro širokou škálu problémů. To znamená, že Samuelsonův vliv se projevuje v různých oborech. 
Také nepostradatelně přispěl k vytvoření neoklasické syntézy, která zdánlivě začlenila keynesiánské a neoklasické principy, a která stále dominuje současné ekonomice hlavního proudu. V roce 2003 Samuelson spolu s dalšími devíti vítězi Nobelovy ceny za ekonomii podepsal prohlášení, kterým se vymezovali proti Bushovým daňovým škrtům.

## Aforismy a citace
Stanislaw Ulam jednou vyzval Samuelsona, aby určil jednu teorii napříč sociálními vědami, která by byla jak pravdivá, tak netriviální. Samuelson o několik let později odpověděl teorií komparativních výhod Davida Ricarda: „To, že je něco logicky pravdivé, nemusí být před matematikem obhajováno, to, že to není banální, je doloženo několika tisíci důležitými a chytrými muži, jež nikdy nebyli schopni porozumět doktríně pro sebe, nebo ji uvěřit potom, co jim byla vysvětlena."

Samuelson po několik let psal články pro americký časopis Newsweek. Jeden z jeho sloupků obsahoval Samuelsonovu nejcitovanější poznámku a oblíbený ekonomický vtip:
Aby bylo dokázáno, že Wall Street je počínajícím znamením hnutí, které v hrubém národním produktu teprve přijde, komentátoři citují ekonomické studie, které tvrdí, že předpovídali pokles trhu ve čtyřech z pěti posledních recesí. To je podcenění. Indexy z Wall Street předpovídaly devět z posledních pěti recesí! A tyto chyby jsou krásné.
V raných vydáních jeho slavné bestsellerové ekonomické učebnice Paul Samuelson žertoval, že HPD klesá, když si muž „vezme svoji služebnou“. (viz The Economist, Potíže s HDP).

## Publikace

### Základy ekonomické analýzy (Foundations of Economic Analysis)
Samuelsonova kniha Základy ekonomické analýzy (1946) je považována za jeho magnum opus. Je odvozena z jeho dizertační práce a byla inspirována klasickými termodynamickými metodami. Kniha navrhuje:
- zkoumat základní analogie mezi ústředními rysy v teoretické a aplikované ekonomice a

- studovat jak operacionalizační poučka může být odvozená s malým počtem analogických metod (str. 3)

Za účelem odvození „obecné teorie ekonomických teorií“ (Samuelson, 1983, s. xxvi) kniha uvádí, jak lze těchto cílů dosáhnout jednoduše a nejlépe používáním matematického jazyka aplikovatelného na různé podobory ekonomiky. V knize jsou načrtnuty dvě obecné hypotézy, dostatečné pro tyto účely:
- maximalizace chování hybné síly (včetně spotřebitelů v rámci veřejných služeb a obchodních firem v rámci zisku) a

- stabilní rovnovážný ekonomický systém (včetně trhu a ekonomiky)

První princip představuje myšlenku, že všichni aktéři, ať už se jedná o firmy nebo spotřebitele, se snaží maximalizovat. Mohli by se pokoušet maximalizovat zisky, užitek nebo bohatství, ale na tom nezáleží, protože jejich snaha o zlepšení své životní úrovně by poskytla základní model pro všechny aktéry v ekonomickém systému. Jeho druhá základní myšlenka je zaměřena na poskytování vhledu do fungování rovnováhy v ekonomice. Na trhu by obvykle nabídka odpovídala poptávce. Nicméně naléhal, aby tomu tak nebylo a že důležitou věcí, na kterou je třeba se podívat, je přirozený klidový bod systému. Kniha Základy ekonomické analýzy předkládá otázku, jak by rovnováha reagovala, pokud by se vychýlila ze svého optimálního bodu. Samuelson také poskytl ve vědě oblíbené vysvětlení toho, jak změny v určitých faktorech mohou ovlivnit ekonomický systém. Vysvětlil například ekonomický dopad změn daní nebo nových technologií.
V průběhu analýzy je formalizována a jasně uvedena srovnávací statika (analýza změn rovnováhy systému, které jsou výsledkem změny parametrů systému).
Kapitola o sociální ekonomii „se pokouší poskytnout stručný, ale poměrně úplný přehled o celé oblasti sociální ekonomiky“ (Samuelson, 1947, str. 252). Kromě toho odhaluje a rozvíjí funkci, které se říká sociální funkce Bergson – Samuelson. Ta ukazuje, jak reprezentovat (při principu maxima) všechna reálná ekonomická opatření jakéhokoliv systémového názoru, která jsou vyžadována k soustavnému rozlišování různých možných sociálních konfigurací v etickém smyslu jako „lepší než“, „horší než“ nebo „lhostejné k“ (str. 221).

### Ekonomie (Economics)
Samuelson napsal rovněž známou učebnici Economics, která byla poprvé vydaná v roce 1948 a dnes je na trhu její už 19. edice. Tato učebnice byla přeložena do více než čtyřiceti jazyků a bylo prodáno přes 4 milionů kopií (je považována za nejprodávanější ekonomickou učebnici v historii). Paul Samuelsonova citace: „Nechte zákonodárce psát si vládní zákony, pokud si já můžu psát své učebnice“. Protože učebnice byla napsána v době Velké hospodářské krize a v průběhu Druhé světové války, pomohla rozšířit názory Johna Maynarda Keynese. Hlavní důraz byl kladen na to, jak se zcela vyhnout nebo alespoň jak zmírnit opakující se propady v hospodářství.
Samuelson napsal: „Není třeba zdůrazňovat, že rozmach diktatur a propuknutí druhé světové války pramenily v nemalém měřítku z toho, že se světu nepodařilo dostatečně vyřešit základní ekonomický problém (Velkou hospodářskou krizi).“ Tento výrok odráží obavy samotného J. M. Keynese vyjadřující ekonomické zapříčinění válek a důležitost hospodářské politiky při prosazování míru.
Samuelsonova významná učebnice byla kritizována za zahrnutí srovnávání temp růstu mezi Spojenými státy a Sovětským svazem, které byly v rozporu s historickými rozdíly v HNP (GNP). Vydání učebnice z roku 1967 srovnává sovětsko-americké skutečné rovnosti HNP mezi lety 1977 a 1995. Každé další vydání vyvozovalo další časové období do budoucna, dokud tyto grafy nebyly vyřazeny z vydání, které vyšlo roku 1985.
V roce 1989 Samuelson okomentoval ekonomické dění a vliv marxismu v Sovětském svazu: „Navzdory tomu, čemu dříve mnozí skeptici věřili, ekonomika v Sovětském svazu je důkazem toho, že…socialistická, velitelská ekonomika může fungovat, a dokonce i prospívat“. Dva roky po revolucích v roce 1989 se Sovětský svaz rozpadl.
Samuelsonova kniha byla sice druhou knížkou, která se pokusila představit keynesiánství širší společnosti, ale přesto byla zdaleka nejúspěšnější. Kanadský ekonom Lorie Tarshis, jenž navštěvoval Keyneseho přednášky na Harvardu ve 30. letech, vydal v roce 1947 úvodní učebnici, která obsahovala Tarshisovy zápisky z přednášek pojmenované Prvky ekonomie (The Elements of Economics). L. Tarshis byl následně napaden správci a dárci amerických univerzit kvůli tomu, že káže o „socialistickém kacířství“. William F. Buckley Jr. se pustil do Tarshisovy analýzy s tím, že je to „komunistická inspirace“.

### Ostatní publikace
Samuelson’s Collected Scientific Papers má 388 příspěvků. Stanley Fischer (1987, str. 234) píše, že dohromady jsou „jedinečné ve svém nadšení, šíří ekonomické a obecné znalosti a jsou mistrovské v podání a velkorysosti narážek na předchůdce“.
Samuelson byl spolu s Williamem A. Barnettem redaktorem knihy Inside the Economist's Mind: Conversations with Eminent Economists (Blackwell Publishing, 2007), což je soubor rozhovorů s významnými ekonomy dvacátého století.

## Členství
- člen Americké akademie umění a věd (American Academy of Arts and Sciences), Národní akademie věd Spojených států amerických (National Academy of Sciences) a Královské společnosti (Royal Society of London)
- člen Americké filozofické společnosti (American Philosophical Society) a Britské akademie (British Academy)
- prezident (1965–68) International Economic Association
- člen a prezident (1961) American Economic Association
- člen redakční rady a prezident (1951) Econometric Society
- člen, příslušník rady a prezident Royal Economic Society
- člen Phi Beta Kappa

## Seznam publikací
- Samuelson, Paul A. (1947), Enlarged ed. 1983. Foundations of Economic Analysis, Harvard University Press.
- Samuelson, Paul A. (1948), Economics: An Introductory Analysis, ISBN 0-07-074741-5; with William D. Nordhaus (since 1985), 2009, 19th ed., McGraw–Hill. ISBN 978-0-07-126383-2
- Samuelson, Paul A. (1952), "Economic Theory and Mathematics – An Appraisal," American Economic Review, 42(2), pp. 56–66.
- Samuelson, Paul A (1954). "The Pure Theory of Public Expenditure". Review of Economics and Statistics. 36 (4): 387–89. doi:10.2307/1925895. JSTOR 1925895.
- Samuelson, Paul A. (1958), Linear Programming and Economic Analysis with Robert Dorfman and Robert M. Solow, McGraw–Hill. Chapter-preview links.
- Samuelson, Paul A. (1960), "Efficient paths of capital accumulation in terms of the calculus of variations", in Arrow, Kenneth J.; Karlin, Samuel; Suppes, Patrick (eds.), Mathematical models in the social sciences, 1959: Proceedings of the first Stanford symposium, Stanford mathematical studies in the social sciences, IV, Stanford, California: Stanford University Press, pp. 77–88, ISBN 9780804700214
- Samuelson, Paul A. (1982), "Quesnay's 'Tableau Economique' as a theorist would formulate it today", in Meek, Ronald (author); Bradley, Ian C.; Howard, Michael C. (eds.), Classical and Marxian political economy: essays in honour of Ronald L. Meek, London: Macmillan, pp. 45–78, ISBN 9780333321997.
- The Collected Scientific Papers of Paul A. Samuelson, MIT Press.
  - Samuelson, Paul A. (1966), Vol. 1, 1937–mid-1964.
  - Samuelson, Paul A. (1966), Vol. 2, 1937–mid-1964.
  - Samuelson, Paul A. (1972), Vol. 3, mid-1964–1970.
  - Samuelson, Paul A. (1977), Vol. 4, 1971–76.
  - Samuelson, Paul A. (1986), Vol. 5, 1977–1985.
  - Samuelson, Paul A. (2011), Vol. 6, 1986–2009.
  - Samuelson, Paul A. (2011), Vol. 7, 1986–2009.
- Paul A. Samuelson Papers, 1930s–2010, Rubenstein Library, Duke University.
- Samuelson, Paul A. (2007), Inside the Economist's Mind: Conversations with Eminent Economists with William A. Barnett, Blackwell Publishing, ISBN 1-4051-5917-0
- Samuelson, Paul A. (2002), Paul Samuelson and the Foundations of Modern Economics, Transaction Publishers, ISBN 978-0-76-580114-2